# واتاکیروتال
واتاکیروتال، ("روزه روبه شمال") یا واتاکیروتهال یا واداکیروتال رسمی است میان قوم تامیل که در آن فرد به قصد مردن، چیزی نمی‌خورد و آن قدر گرسنگی می‌کشد تا بمیرد. این رسم به ویژه در زمان دوره سانگام یا Sangam age رواج بسیاری داشت. شاهان تامیلی به منظور حفظ آبرو و منش خود در زمان مرگشان به سمت شمال قرار می‌گرفتند ('واتاکیروتال') و هیچ‌گاه در زمان جنگ، رو برنمی‌گرداندند. این در حقیقت گونه‌ای "پیمان" در میان قوم تامیل به حساب می‌آمد. این کار، یا به تنهایی یا به همراه گروهی از پشتیبانان شاه انجام می‌شد.

## نمونه
برخی نمونه‌های واتاکیروتال به قصد دوستی:
پس از مرگ شاه Vēl Pāri در یکی از جنگ‌ها، دوست شاعرش Kapilar این رسم را در Kabilar Kundru به انجام رساند. در یک مورد دیگر، شاه Kopperuncholan و دوست شاعرش پیسیرانتهایار با واتاکیروتال به زندگی خود پایان دادند.

## مطالعه بیش‌تر
- George L. Hart; Hank Heifetz (2002). The Four Hundred Songs of War and Wisdom: An Anthology of Poems from Classical Tamil, the Purananuru. Columbia University Press. ISBN 0-231-11563-6.
- Thapar, Romila (1996). Tradition, dissent and ideology: essays in honour of Romila Thapar. Oxford University Press. ISBN 0-19-563867-0.
- Richards, John F. (1978). Kingship and authority in South Asia. University of Wisconsin--Madison.